# Hirschhorner Höhe
Die Hirschhorner Höhe ist ein Höhenzug im hessischen Odenwald, der sich im Gebiet von Beerfelden und Rothenberg im Odenwaldkreis sowie Hirschhorn (Neckar) im Landkreis Bergstraße befindet. Ein kleiner Teil im Südosten gehört zu Eberbach im nordbadischen Rhein-Neckar-Kreis. 
Im Zentrum der überwiegend bewaldeten Hirschhorner Höhe liegt als einzige Rodungsinsel die Feldgemarkung samt Ortslage von Rothenberg (420 m ü. NN) mit dem nicht weiter benannten Gipfelpunkt des Höhenzuges am östlichen Ortsrand (494,5 m ü. NN). Die Hirschhorner Höhe erstreckt sich im Buntsandstein-Odenwald von der Main-Neckar-Wasserscheide bei Beerfelden (460 m ü. NN) im Norden über Rothenberg bis zum Steinernen Tisch (390 m ü. NN) im Süden und läuft im Feuerberg (341,1 m ü. NN) über dem Neckartal zwischen Hirschhorn (126 m ü. NN) und Igelsbach (235 m ü. NN) aus. Die Nord-Süd-Ausdehnung erreicht dabei rund 13 Kilometer. Im Westen und Osten begrenzen die dem Neckar zustrebenden Täler von Finkenbach und Gammelsbach den Höhenzug und lassen ihm eine Breite von knapp drei Kilometer im Norden und viereinhalb Kilometer im Süden. 
Das Höhenprofil der Hirschhorner Höhe weist einige Gipfelpunkte auf, die nicht weiter benannt sind. Im Norden am südwestlichen Stadtrand von Beerfelden werden 460 Meter erreicht. Eineinhalb Kilometer weiter südlich und östlich des Leonhardshofes gibt es eine Höhe 478. Zwei Kilometer weiter folgt westlich von Burg Freienstein die Höhe 474. Wiederum zwei Kilometer weiter südlich und wenige hundert Meter vor dem Waldrand bei Rothenberg erhebt sich der zweithöchste Gipfel der Hirschhorner Höhe mit 492,1 m ü. NN. Auch der Sportplatz von Rothenberg am Waldrand liegt auf einer Höhe, die 490 Meter überschreitet. Östlich des Rothenberger Ortsteils Kortelshütte werden 486,5 m ü. NN erreicht. Der Lange Wald schließlich nordwestlich von Igelsbach und kurz vor dem Steinernen Tisch erreicht eine Höhe von 474 m ü. NN.
Über den Nordteil der Hirschhorner Höhe verläuft als Abzweig von der Landesstraße L 3119 kurvenreich die Landesstraße L 3410 und verbindet Beerfelden mit Rothenberg und Kortelshütte, um dann hinab ins Finkenbachtal zu steigen, wo sie sich wieder mit der L 3119 vereinigt, die nach Hirschhorn führt. Östlich von Kortelshütte liegt ein Segelfluggelände, das bis zur hessischen Landesgrenze reicht.